# 聖瑪利亞德佩塔斯馬
聖瑪利亞德佩塔斯馬（西班牙語：Santa María de Pantasma），是尼加拉瓜的城鎮，位於該國北部，由希諾特加省負責管轄，始建於1989年，面積560平方公里，海拔高度1,000米，2005年人口37,880，人口密度每平方公里67.64人。
13°10′12″N 85°51′0″W / 13.17000°N 85.85000°W